# 察尔彭
察尔彭是德国石勒苏益格－荷尔斯泰因州的一个市镇。总面积11.69平方公里，总人口1429人，其中男性718人，女性711人（2011年12月31日），人口密度122人/平方公里。